# Мантский эдикт
Мантский эдикт (фр. édit de Mantes) — постановление короля Франции Генриха IV, изданное 14 июля 1591 в городе Мант во время Восьмой религиозной войны.
В ходе затянувшейся войны с Католической лигой королю было необходимо сплотить вокруг себя как можно большее число и католиков, и протестантов.
Мантским эдиктом Генрих отменял действие Немурского эдикта 1585 года и Объединительного эдикта 1588 года, лишавших протестантов всех прав, и восстанавливал положения Пуатвинского эдикта 1577 года в редакциях Неракского и Ле-Флекского соглашений, предоставлявших гугенотам ограниченную свободу вероисповедания. Эдикт, подготовленный Дюплесси-Морне, был зарегистрирован Турским парламентом 6 августа.
Историки часто объединяют с этим эдиктом королевскую декларацию от 4 июля того же года, в которой Генрих подтверждал своё обещание, данное 4 августа 1589, когда он принял власть, поддерживать церковь, католическую веру и совокупность прав и свобод Галликанской церкви, а также подчиниться решению «собора или представительного собрания» в вопросе о собственном вероисповедании.
В тот же день 4 июля в Манте была выпущена декларация против буллы папы Григория XIV о низложении Генриха, которую Турский парламент распорядился сжечь, и против действий папского нунция Ландриани. 14 июля декларация была зарегистрирована Парижским парламентом, заседавшим в Шалоне, 29 июля Бургундским парламентом, заседавшим во Флавиньи, Парижским парламентом, заседавшим в Туре, 5 августа, и Нормандским парламентом, заседавшим в Кане, 13 августа.
Представители высшего духовенства были приглашены королём в Шартр для обсуждения обоснованности папских булл и, несмотря на запрещение, изданное нунцием, большинство это приглашение приняло. 21 сентября собрание постановило, что буллы не имеют законной силы, ибо понтифик плохо осведомлён о положении во Французском королевстве, а тексты булл были ему «подсказаны врагами Франции», долг же истинных католиков-французов состоит в том, чтобы сообща молиться о возвращении короля в лоно церкви.